# 徳島県道253号山川海南線
徳島県道253号山川海南線（とくしまけんどう253ごう やまかわかいなんせん）は、徳島県吉野川市から海部郡海陽町に至る一般県道である。

## 概要
吉野川市山川町前川から海部郡海陽町大里に至る。ほとんどの区間で国道193号と重複しており名西郡神山町上分と那賀郡那賀町沢谷間で単独部が残るだけとなっている。その区間においても、同じ交差点標識でこの道路を表す表示は木沢側では県道253号なのに神山側では国道193号であったり、国道193号の標識の下に当路線名である「山川海南線」の表示があったりと、かなりあいまいとなっている。

### 路線データ
- 起点：徳島県吉野川市山川町前川（山川町瀬詰交差点、国道192号交点、国道193号上、香川県道・徳島県道3号志度山川線終点）
- 終点：徳島県海部郡海陽町大里（国道55号交点、国道193号終点）
- 総延長：98.123 km[注釈 1][1]
- 実延長：11.065 km[1]

## 歴史
- 1971年（昭和46年）4月27日 - それまでの徳島県道上那賀山川線や林道等を統合、徳島県道21号（主要地方道）山川海南線として認定。
- 1975年（昭和50年）4月1日 - 大部分の区間が国道193号に昇格。
- 1976年（昭和51年）10月5日 - 一般県道に降格。徳島県道253号となる。

## 路線状況

### 重複区間
- 国道193号（吉野川市山川町前川・山川町瀬詰交差点（起点） - 名西郡神山町上分）
- 徳島県道245号二宮山川線（吉野川市美郷字峠 - 吉野川市美郷字川俣）
- 国道438号・国道439号（名西郡神山町上分）
- 剣山スーパー林道（那賀郡那賀町沢谷）
- 国道193号（那賀郡那賀町沢谷 - 海部郡海陽町大里（終点））
- 徳島県道16号徳島上那賀線（那賀郡那賀町沢谷 - 那賀郡那賀町日真）
- 徳島県道295号木沢上那賀線（那賀郡那賀町沢谷 - 那賀郡那賀町日真）
- 国道195号（那賀郡那賀町日真 - 那賀郡那賀町大殿）
- 徳島県道298号上皆津奥浦線（海部郡海陽町相川 - 海部郡海陽町吉田）

### 道路施設

#### 橋梁
- 出合ゆず大橋（那賀川、那賀郡那賀町、国道193号重複区間内）
- 吉野橋（海部川、海部郡海陽町、国道193号重複区間内）

#### トンネル
- 山川トンネル：延長489 m、1982年（昭和57年）竣工、吉野川市（国道193号重複区間内）
- 雲早トンネル：延長123 m、1967年（昭和42年）竣工、名西郡神山町 - 那賀郡那賀町
- 大釜トンネル：延長102 m、那賀郡那賀町（国道193号重複区間内）
- 木沢トンネル：延長1,280 m、2007年（平成19年）竣工、那賀郡那賀町（国道193号重複区間内）
- 追立トンネル：延長276 m、1995年（平成7年）竣工、那賀郡那賀町（国道193号重複区間内）
- 日間トンネル：延長276 m、1995年（平成7年）竣工、那賀郡那賀町（国道193号重複区間内）
- 下御所一号トンネル：延長52 m、那賀郡那賀町（国道193号重複区間内）
- 下御所二号トンネル：延長30 m、那賀郡那賀町（国道193号重複区間内）
- 下御所三号トンネル：延長30 m、那賀郡那賀町（国道193号重複区間内）
- 平谷2号トンネル：延長323 m、2004年（平成16年）竣工、那賀郡那賀町（国道193号重複区間内）
- 御所谷トンネル：延長129 m、1991年（平成3年）竣工、那賀郡那賀町（国道193号重複区間内）
- 府殿トンネル：延長93 m、1991年（平成3年）竣工、那賀郡那賀町（国道193号重複区間内）
- 十二弟子トンネル：延長827 m、1987年（昭和62年）竣工、那賀郡那賀町（国道193号重複区間内）
- 海川（かいかわ）隧道：延長58 m、1965年（昭和40年）竣工、那賀郡那賀町（国道193号重複区間内）
- 中野トンネル：延長198m、1994年（平成6年）竣工、海部郡海陽町（国道193号重複区間内）

## 地理

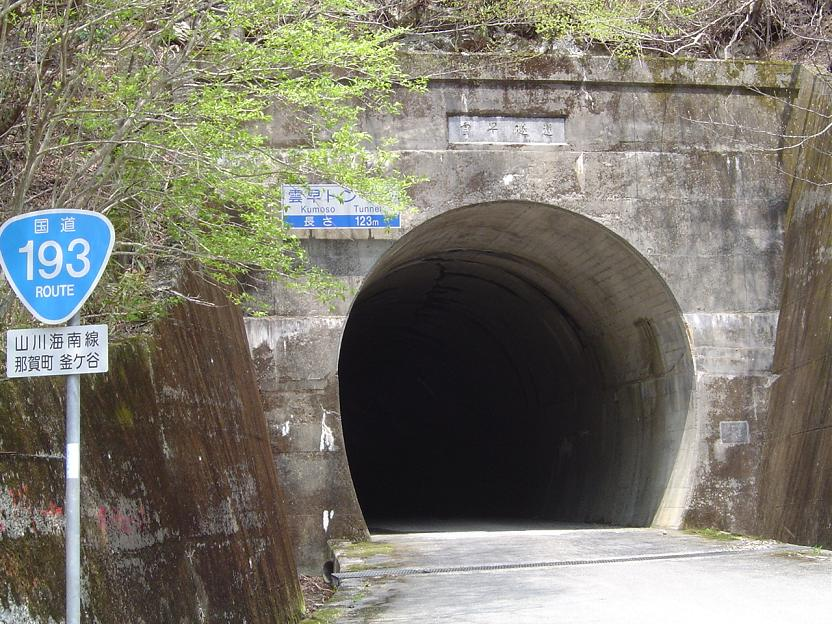
那賀郡那賀町沢谷の雲早トンネル。国道標識が立っているが周辺区間は当路線の単独区間であり、国道標識の下には当路線名が記されている。

単独区間内で接続・交差する主な道路としては剣山スーパー林道がある程度で国道・県道については両端の国道193号のみ。

### 通過する自治体
- 徳島県
  - 吉野川市 - 名西郡神山町 - 那賀郡那賀町 - 海部郡海陽町

### 交差する道路
| 交差する道路                                                                                        | 市町村名 | 市町村名 | 交差する場所 | 交差する場所            |
| --------------------------------------------------------------------------------------------------- | -------- | -------- | ------------ | ----------------------- |
| 国道192号 国道193号 重複区間起点 香川県道・徳島県道3号志度山川線                                    | 吉野川市 | 吉野川市 | 山川町前川   | 山川町瀬詰交差点 / 起点 |
| 徳島県道248号奥野井阿波山川停車場線 / バイパス                                                      | 吉野川市 | 吉野川市 | 山川町津由谷 |                         |
| 徳島県道245号二宮山川線 重複区間起点                                                                | 吉野川市 | 吉野川市 | 美郷字峠     |                         |
| 徳島県道245号二宮山川線 重複区間終点                                                                | 吉野川市 | 吉野川市 | 美郷字川俣   |                         |
| 徳島県道250号三ツ木宮倉線                                                                           | 吉野川市 | 吉野川市 | 美郷字張     |                         |
| 国道438号 重複区間起点 国道439号 重複区間起点                                                       | 名西郡   | 神山町   | 上分         |                         |
| 国道438号 重複区間終点 国道439号 重複区間終点                                                       | 名西郡   | 神山町   | 上分         |                         |
| 国道193号 重複区間終点                                                                              | 名西郡   | 神山町   | 上分         |                         |
| 剣山スーパー林道 重複区間起点                                                                       | 那賀郡   | 那賀町   | 沢谷         |                         |
| 国道193号 重複区間起点 剣山スーパー林道 重複区間終点                                                | 那賀郡   | 那賀町   | 沢谷         |                         |
| 徳島県道16号徳島上那賀線 重複区間起点                                                               | 那賀郡   | 那賀町   | 沢谷         |                         |
| 徳島県道295号木沢上那賀線 重複区間起点                                                              | 那賀郡   | 那賀町   | 沢谷         |                         |
| 国道195号 重複区間起点 徳島県道16号徳島上那賀線 重複区間終点 徳島県道295号木沢上那賀線 重複区間終点 | 那賀郡   | 那賀町   | 日真         |                         |
| 国道195号 重複区間終点                                                                              | 那賀郡   | 那賀町   | 大殿         |                         |
| 徳島県道296号助上那賀線                                                                             | 那賀郡   | 那賀町   | 海川         |                         |
| 徳島県道148号中部山渓轟公園線.                                                                      | 海部郡   | 海陽町   | 小川         |                         |
| 徳島県道37号牟岐海南線                                                                              | 海部郡   | 海陽町   | 小川         |                         |
| 徳島県道298号上皆津奥浦線 重複区間起点                                                              | 海部郡   | 海陽町   | 相川         |                         |
| 徳島県道298号上皆津奥浦線 重複区間終点                                                              | 海部郡   | 海陽町   | 吉田         |                         |
| 国道55号 国道193号 重複区間終点                                                                     | 海部郡   | 海陽町   | 大里         | 終点                    |

### 交差する鉄道
- 徳島線
- 阿佐海岸鉄道阿佐東線

### 沿線
- JR四国徳島線 阿波山川駅
- 吉野川市役所 美郷支所
- 追立ダム
- 那賀町立木沢小学校
- 那賀町役場 木沢支所
- 海陽町役場 海南庁舎
- 牟岐警察署 海陽町大里交番
- 阿佐海岸鉄道阿佐東線 阿波海南駅（終点付近）

### 峠
- 霧越峠（那賀郡那賀町 - 海部郡海陽町、国道193号重複区間内）